# Whawanui (fleuve)
Le fleuveWhawanui  (en =anglais : Whawanu River) est un cours d’eau de la région de Wellington de l’Île du Nord de la Nouvelle-Zélande.

## Géographie
Il s’écoule vers le sud à partir de la chaîne de Aorangi pour atteindre le Détroit de Cook à 10 km au nord-est du cap Palliser. C’est l’une des plus au sud des rivières de l’Île du Nord.